# Adriana Budevska
Adriana Budevska (in bulgaro Адриана Будевска?; Dobrich, 13 dicembre 1878 – Sofia, 9 dicembre 1955) è stata un'attrice teatrale bulgara, considerata la più importante attrice drammatica del primo teatro bulgaro.

## Biografia
Nel 1899 si diplomò alla scuola di recitazione del Piccolo Teatro di Mosca, sotto l'egida dell'insegnante A. Lenskis. Si esibì essenzialmente a Sofia, dal 1899 al 1926 sul palco del teatro della città (in seguito Teatro Nazionale), con una pausa tra il 1904 e 1906; infatti, nel 1904 fondò il Teatro Libero di Varna, che gestì fino al 1906. Tra il 1937 e il 1948 visse in Argentina in esilio. Recitò in opere di Vazov, Todorov, Shakespeare e Ibsen. Tra i suoi ruoli più significativi figurano Anyta (Anyta di A. Strashimirova), Rada (Jung di I. Vazov), Nora (Casa di bambola di H. Ibsen), Desdemona, Ofelia e Lady Macbeth (nelle diverse opere shakespeariane) e Nastasia Filipovna (I fratelli Karamazov tratto da F. Dostoevskij).

## Riconoscimenti
Nel 1953, il teatro di Burgas (Bulgaria) fu intitolato all'attrice. Nel 1991 all'attrice è stato inoltre intitolato l'eponimo cratere Budevska di Venere.